# Prés salés de la baie de Somme
Prés salés de la baie de Somme est une appellation d'origine protégée par une AOP désignant une carcasse bouchère d'agneau broutard.
C'est un produit agricole d'élevage ovin français dont la particularité est d'être obtenu par l'exploitation herbagère des prés salés grâce à une conduite pastorale.

## Histoire

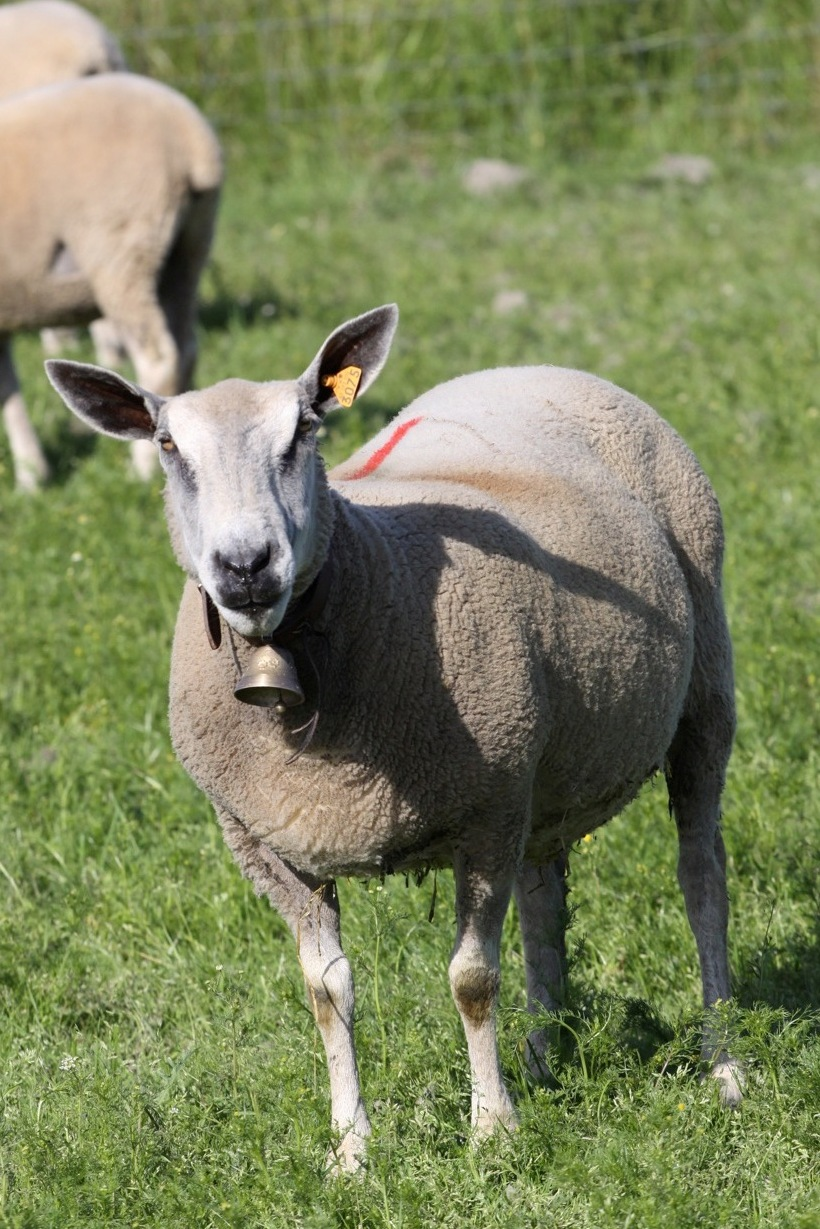
mouton de race boulonnaise

Depuis le XVe siècle, la présence de moutons en baie de Somme est attestée. À cette époque et jusqu'à la Révolution française, les pratiques communautaires de pâturage utilisaient les mollières (partie végétale de la Baie recouverte par la mer lors des grandes marées) pour y faire paître les animaux du village sous la conduite d'un berger.
En 2021, une douzaine d'éleveurs mènent annuellement près de 3 600 brebis et 2 200 agneaux à l'aide de chiens au gré des chenaux et des marées sur les prés-salés où ils pâturent de mars (après les agnelages) à décembre. Environ 2 100 agneaux ont été commercialisés, soit 45 T de viande. Il existe sept races différentes en baie de Somme.4
Depuis le 30 mars 2007, l’agneau de prés-salés de la baie de Somme bénéficie d’une AOC. Depuis le 9 juillet 2013, il a obtenu la reconnaissance européenne AOP. C'est le 200e produit agroalimentaire français enregistré par la Commission européenne (hors vin et spiritueux).
L’élevage des agneaux de prés-salés est rythmé par la période d’agnelage qui se déroule en bergerie en hiver. Les agneaux sont alors nourris au lait maternel. Il faut attendre 2 à 3 mois avant qu’ils ne puissent sortir dans la baie. C’est alors l’occasion d’une transhumance pour rejoindre les mollières où ils devront pâturer au moins 75 jours. Enjeu économique, cet évènement d'ordre traditionnel et folklorique, est également une campagne de marketing territorial qui vise à accroître la visibilité de l'AOP et développer le tourisme.

## Terroir
Il s'agit d'une aire d'élevage, abattage et conditionnement sur quatre portions de départements : Oise, Pas-de-Calais, Seine-Maritime et Somme soit 226 communes. Dans cette aire est définie une zone de pâturage maritime, une zone  fourragère et une zone de bergeries. 
Les prés salés font l'objet d'une déclaration et d'une acceptation auprès de l'Institut national de l'origine et de la qualité mais aussi de l'asbo

## Animaux
Un règlement technique précise les races de bélier et de brebis acceptées. Les agneaux sont issus de béliers nés de mères élevées sur marais salés des races suivantes : Suffolk, Hampshire, Roussin, Ile-de-France, Rouge de l'Ouest, Boulonnaise et Mouton vendéen.
| Hampshire        | Roussin de la Hague | Ile-de-France  |
| Rouge de l'Ouest | Suffolk             | Mouton vendéen |

Les brebis et agneaux sont élevés conformément aux exigences du cahier des charges de l'AOP. Ils disposent d'une bergerie notamment pour la période d'agnelage. 
 Les agneaux sont élevés principalement au lait maternel pendant 60 à 90 jours. Ils doivent ensuite avoir 75 jours de pâturage en zone maritime. Cette période peut être fractionnée. L'élevage est terminé en zone d'élevage (hors zone maritime) pendant un temps limité à six semaines. L'âge minimal avant abattage est de 135 jours.

## Alimentation

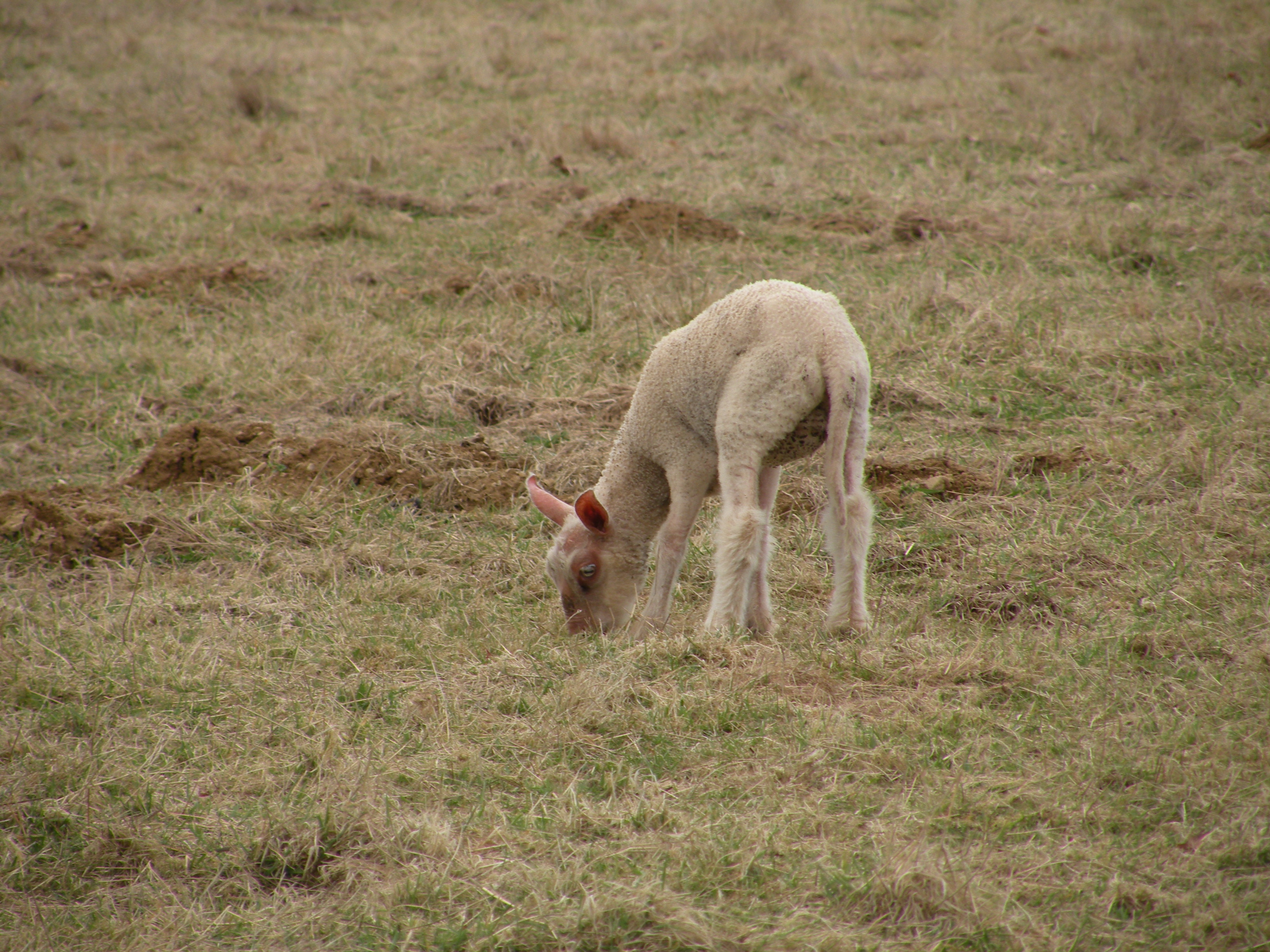
Agneau au pré.

Le pâturage sur les prés salés doit être l'alimentation principale. Un complément de poudre de lait, de fourrage et de concentré peut être donné durant la période post-natale. Pendant la période en zone maritime, du fourrage peut compléter l'alimentation. Le concentré est interdit. Durant la période de préabattage, fourrage et concentré sont autorisés.

## Abattage
Les animaux doivent subir un stress le plus limité possible: transport inférieur à 4 heures, litière paillée et abreuvoirs dans la zone d'attente et attente limitée. Le gras de couverture doit être conservé et les carcasses non souillées. Les carcasses doivent subir un ressuage d'au moins 12 heures entre 0 et 3 °C. La maturation doit dépasser 24 heures. Le poids minimum des carcasses est de 16 kg. La viande doit satisfaire aux dispositions du décret relatif de l'agrément. Elle reçoit alors le tampon « pré salé BS » sur les carcasses. Une traçabilité doit accompagner tous les morceaux revendiquant l'appellation.

## Produit
Il s'agit de la viande d'agneau de l'année. Elle est disponible entre juillet et février. C'est une viande rouge au grain très marqué. La carcasse est allongée et la couverture en gras régulière. Les agneaux de prés salés de la baie de Somme sont commercialisés  sous la marque « Estran », déposée depuis 1991.

## Gastronomie

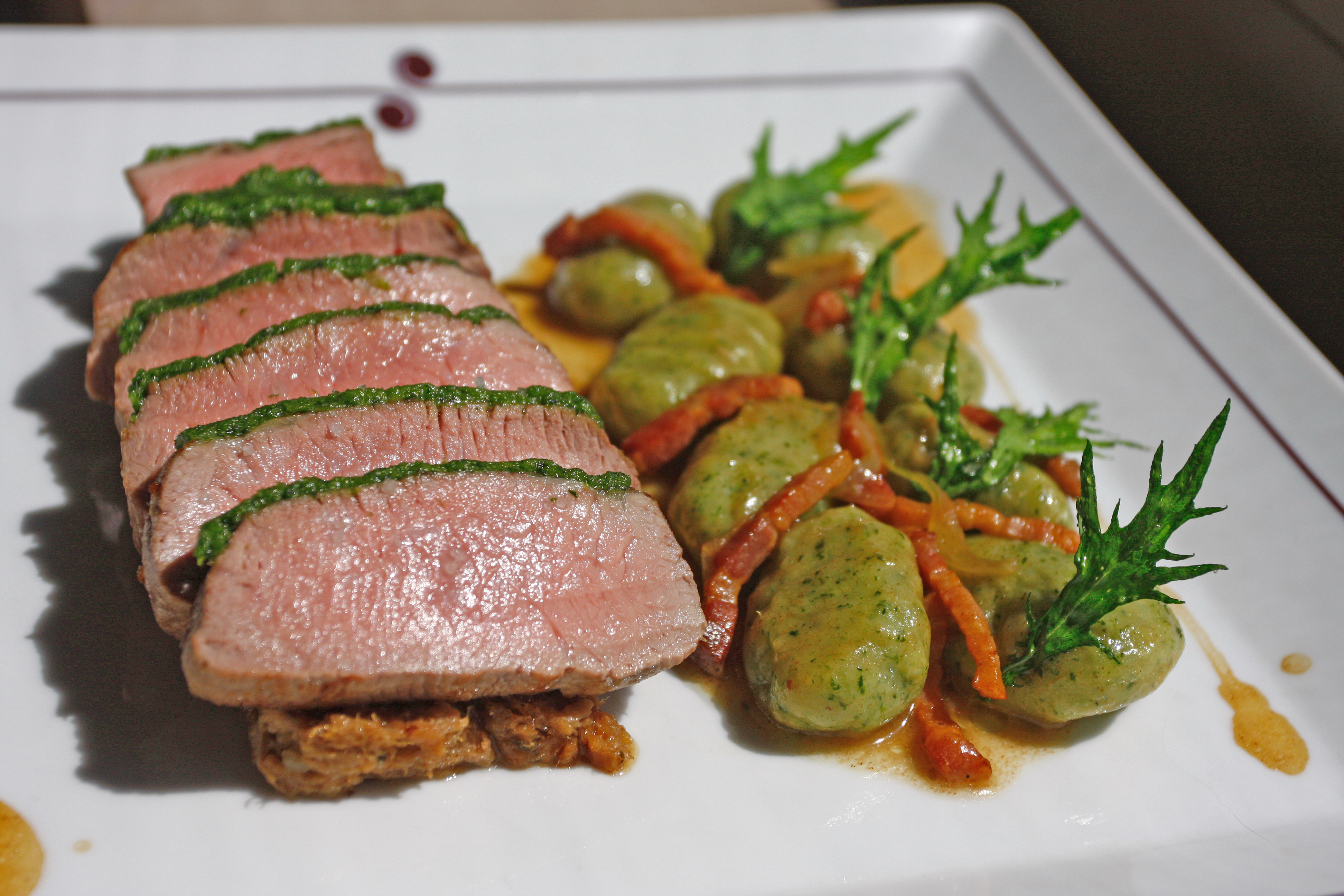
Tranches d'agneau et gnocchi.
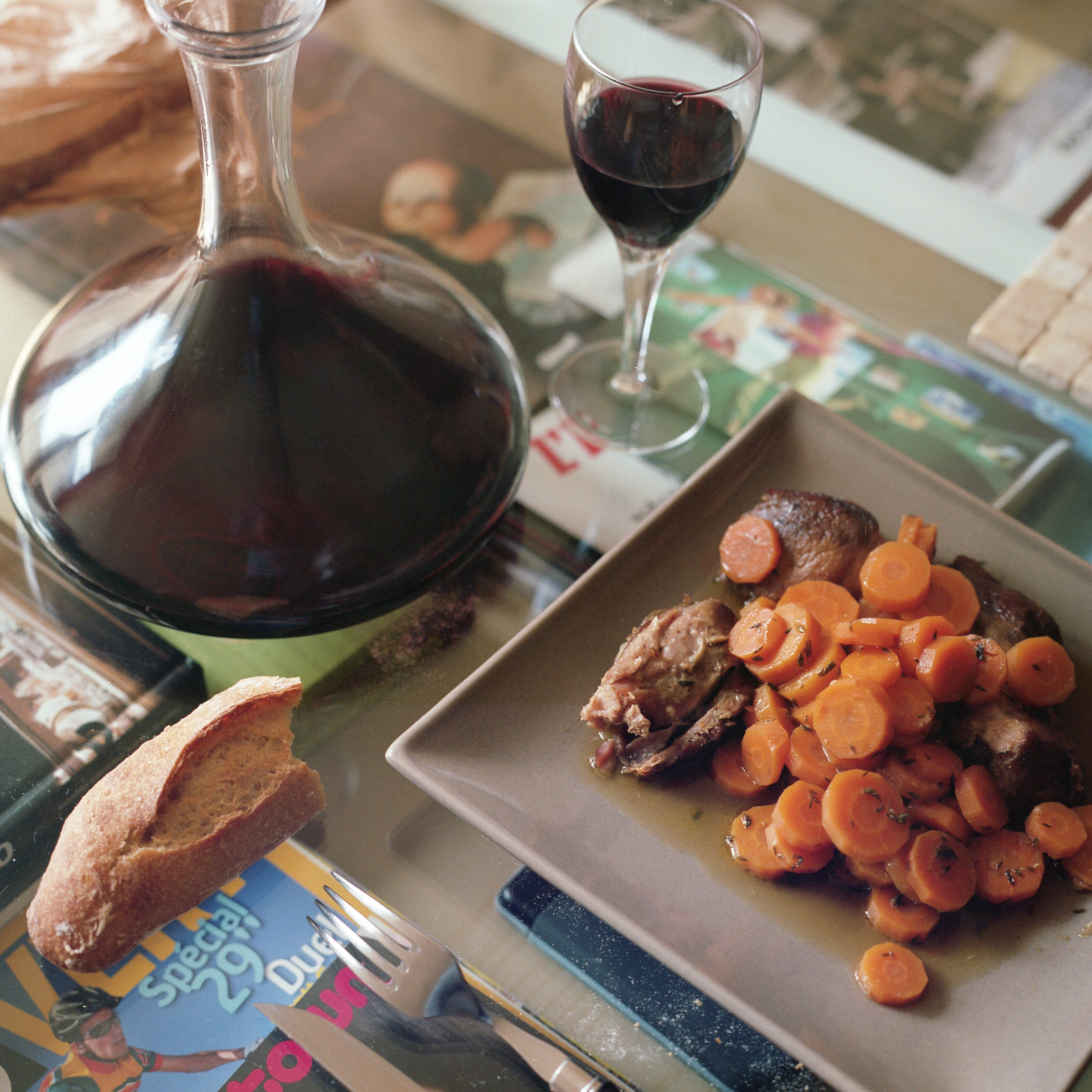
Souris d'agneau et carottes sautées.
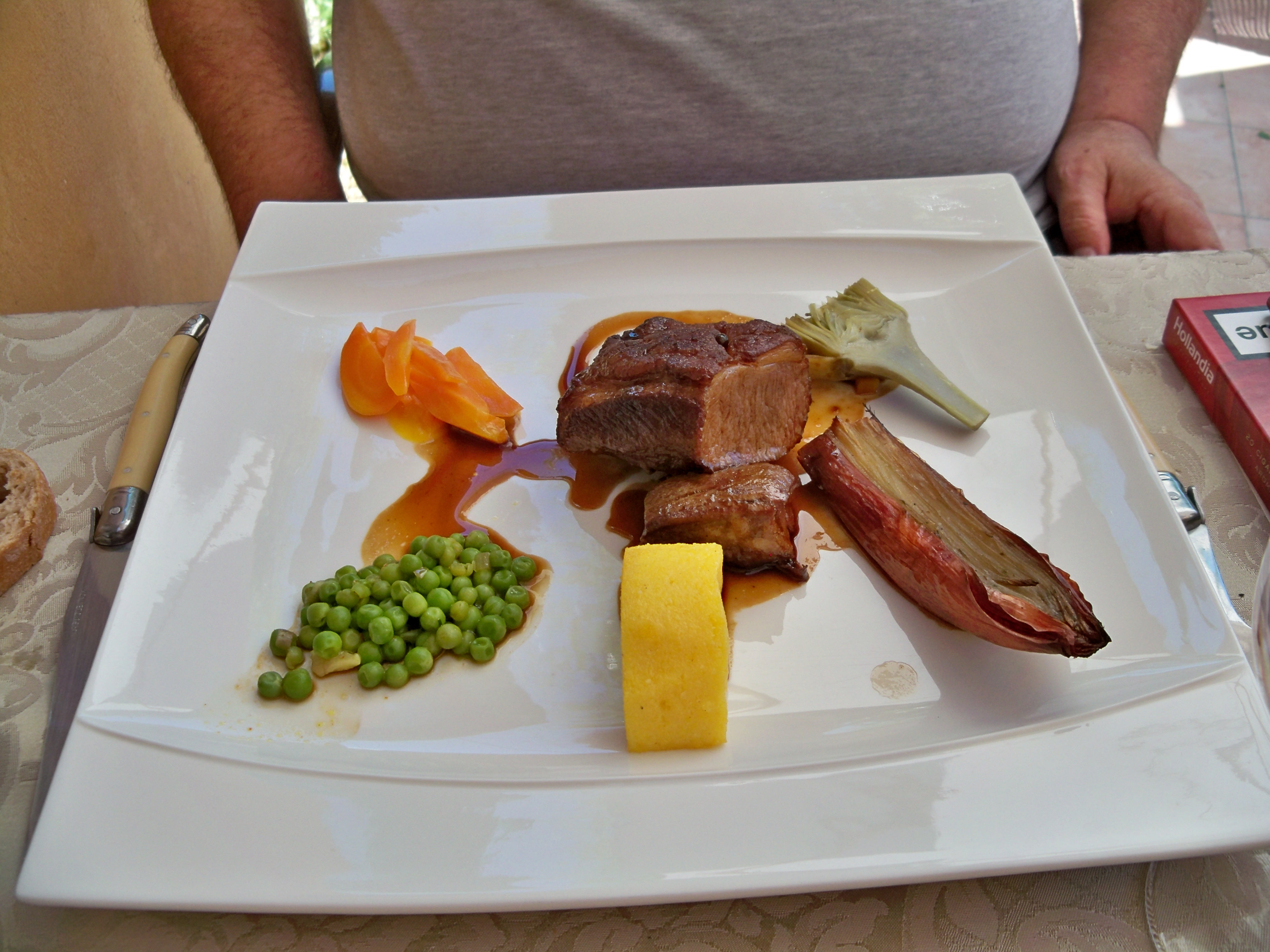
Selle d'agneau.